# Peromyia subbicolor
Peromyia subbicolor är en tvåvingeart som beskrevs av Jaschhof 2009. Peromyia subbicolor ingår i släktet Peromyia, och familjen gallmyggor. Arten är reproducerande i Sverige.